# Brendella pulchra
Brendella pulchra is een mosdiertjessoort uit de familie van de Arachnopusiidae. De wetenschappelijke naam van de soort is voor het eerst geldig gepubliceerd in 1989 door Dennis P. Gordon.